# Arabska Unia Socjalistyczna (Egipt)
Arabska Unia Socjalistyczna (ar. الاتحاد الاشتراكى العربى Al-Ittiḥād Al-Ištirākī Al-ʿArabī,  ang. Arab Socialist Union, znana pod skrótem ASU) lub Socjalistyczny Związek Arabski (skrót. S.Z.A.) – egipska lewicowa partia polityczna istniejąca w latach 1962–1978.
Ugrupowanie zostało założone przez prezydenta Gamala Abdela Nasera w 1962 roku jako jedyna legalna partia polityczna w kraju. Prezentowała program lewicowy, oparty na arabskim socjalizmie, panarabizmie i gospodarce planowej. 
Po objęciu prezydentury przez Anwara as-Sadata, zgodnie z założeniami nowej polityki Infitah ugrupowanie odeszło od socjalizmu i skierowało się ku centrolewicy. W 1978 roku partię rozwiązano, a na jej miejsce powołano Partię Narodowo-Demokratyczną.